# Rheavirus sinusmexicani
Sous-famille
Genre
Espèce
Synonymes
- Cafeteria roenbergensis virus (CroV)
ICTV, 2012

Rheavirus sinusmexicani est une espèce de virus géants de la famille des Mimiviridae.
Son hôte naturel est le protiste photosynthétique (l'« algue ») Cafeteria roenbergensis.